# Paridae
Los páridos (Paridae) son una familia de aves paseriformes que incluye los carboneros y herrerillos, y que se distribuyen por Europa, Asia, África y Norteamérica. 
Los miembros euroasiáticos y africanos de esta familia se denominan «herrerillos», mientras que las especies norteamericanas se llaman «chickadees» (onomatopéyico, derivado de su distintivo «chick-a dee dee dee» señal de alarma)
o «titmice». El nombre titmouse se registra a partir del siglo XIV, compuesto por el nombre inglés antiguo del ave, mase (protogermánico *maison, neerlandés mees, alemán Meise), y tit, que denota algo pequeño. La primera grafía, «titmose», recibió la influencia de ratón en el siglo XVI. Los emigrantes a Nueva Zelanda presumiblemente identificaron algunas de las aves superficialmente similares del género Petroica de la familia Petroicidae, los petirrojos australianos, como miembros de la familia de los herrerillos, dándoles el título de tomtit, aunque, de hecho, no están emparentadas.
Estos pájaros son principalmente especies pequeñas, fornidas, de bosque, con pico corto y robusto. Algunas tienen cresta. Su longitud oscila entre los  10 a 22 cm (3,9 a 8,7 plg). Son aves adaptables, con una dieta mixta que incluye semillas e insectos. Muchas especies viven en los alrededores de las viviendas humanas y acuden fácilmente a los comederos para pájaross en busca de frutos secos o semillas, y aprenden a tomar otros alimentos.

## Géneros
La familia contiene 14 géneros:
- Cephalopyrus Bonaparte, 1854
- Sylviparus Burton, 1836
- Melanochlora Lesson, 1839
- Periparus Sélys-Longchamps, 1884
- Pardaliparus Sélys-Longchamps, 1884
- Lophophanes Kaup, 1829
- Baeolophus Cabanis, 1850
- Sittiparus Sélys-Longchamps, 1884
- Poecile Kaup, 1829
- Cyanistes Kaup, 1829
- Pseudopodoces Zarudny y Loudon, 1902
- Parus Linnaeus, 1758
- Machlolophus Cabanis, 1850
- Melaniparus Bonaparte, 1850

## Descripción
Con la excepción de los tres géneros monotípicos Sylviparus, Melanochlora y Pseudopodoces, los herrerillos son extremadamente similares en apariencia y han sido descritos como "una de las familias de aves más conservadoras en términos de morfología general". La longitud corporal típica de los miembros adultos de la familia es de entre 10 y 16 cm de largo; cuando se agregan los géneros monotípicos, este rango es de 9 a 21 cm. En cuanto a su peso, la familia varía de 5 a 49 g; esto se contrae a 7 a 29 g cuando se eliminan los tres géneros atípicos. La mayor parte de la variación dentro de la familia está en el plumaje y, en particular, en el color.
Los picos de los herrerillos son generalmente cortos, variando entre robustos y finos, dependiendo de la dieta. Las especies más insectívoras tienen picos más finos, mientras que las que consumen más semillas tienen picos más gruesos. Se dice que los herrerillos están desarrollando picos más largos para llegar a los comederos de las aves. El pico más destacado de la familia lo posee el herrerillo terrestre de Hume del Tíbet y el Himalaya, que es largo y curvado.

## Distribución y hábitat

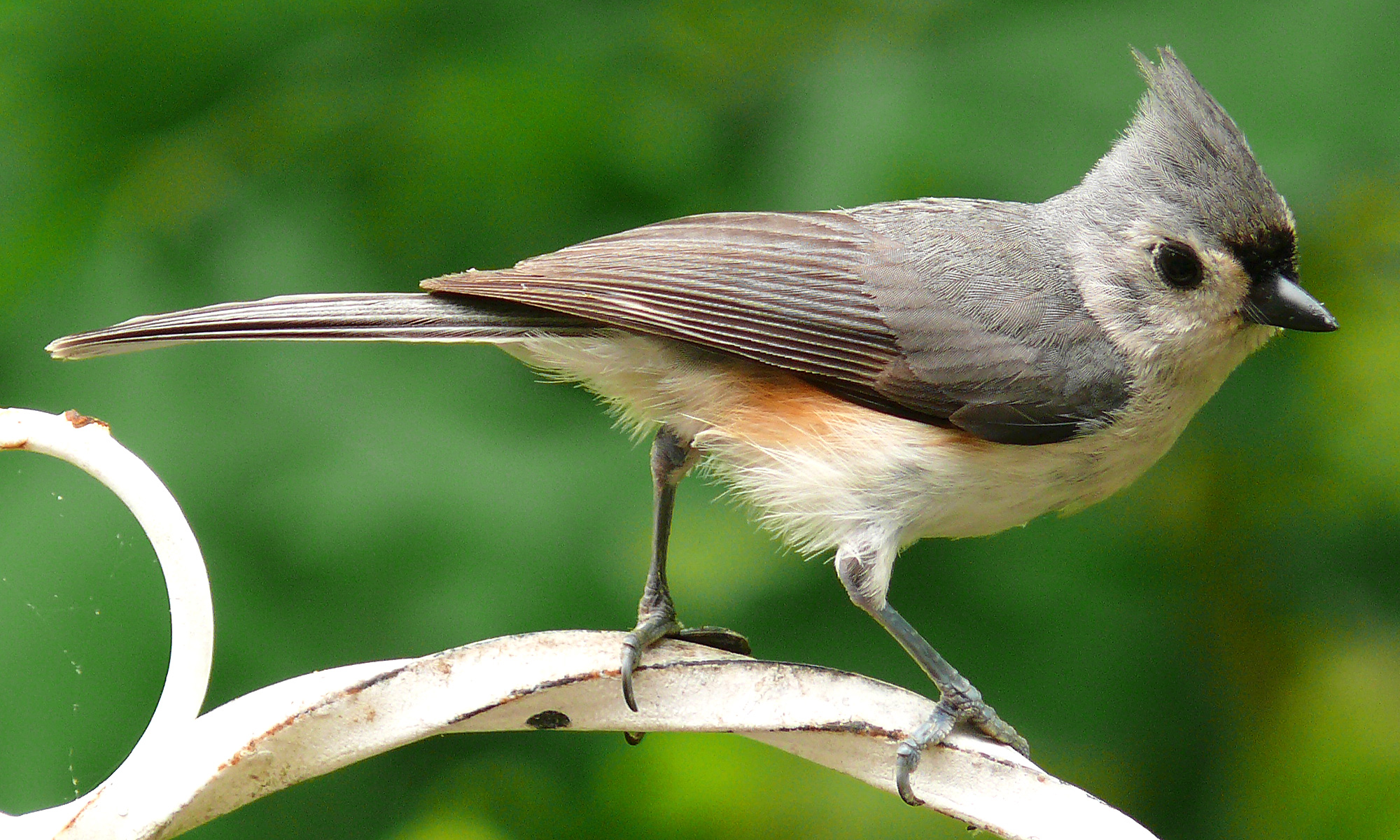
El carbonero copetudo está restringido a América del Norte.

Los herrerillos son una familia de aves muy extendida, que se encuentran en la mayor parte de Europa, Asia, América del Norte y África. El género Poecile se encuentra desde Europa a través de Asia hasta América del Norte, hasta el sur de México. Las especies americanas de este género se conocen como carboneros. Algunas especies de este género tienen distribuciones naturales bastante grandes; uno, el carbonero de cabeza gris, se distribuye desde Escandinavia hasta Alaska y Canadá. La mayoría de los herrerillos del género Periparus se encuentran en la parte sureste de Asia. Esto incluye dos especies endémicas de Filipinas. El carbonero, también en este género, es una especie mucho más extendida, que va desde las islas británicas y el norte de África hasta Japón. Los dos carboneros crestados del género Lophophanes tienen una distribución disyunta, con una especie en Europa y la otra en Asia central.
El género Baeolophus es endémico de América del Norte. El género Parus incluye el carbonero común que va desde Europa Occidental a Indonesia. Cyanistes tiene una distribución europea y asiática (también en el norte de África), y los tres géneros restantes, Pseudopodoces , Sylviparus y Melanochlora, están todos restringidos a Asia.

## Comportamiento
Los herrerillos son aves activas, ruidosas y sociales. Son territoriales durante la temporada de reproducción y a menudo se unen a bandadas de alimentación de especies mixtas durante la temporada de no reproducción. Los herrerillos son muy adaptables y, después de los córvidos (cuervos y arrendajos) y los loros, se encuentran entre los pájaros más inteligentes.

### Sociedad de fisión-fusión
Se ha documentado una sociedad de fisión-fusión en varios taxones de aves, incluido este. En resumen, eso significa que los rebaños pueden dividirse en grupos o individuos más pequeños y, posteriormente, reunirse.

### Vocalizaciones
Los herrerillos hacen una variedad de llamadas y canciones. Se encuentran entre las aves más vocales de todas, llamando continuamente en la mayoría de las situaciones, tanto que solo permanecen en silencio por razones específicas, como evitar a los depredadores o cuando se entrometen en el territorio de un rival. Se realizan llamadas de contacto silencioso mientras se alimenta para facilitar la cohesión con otros en su grupo social. Otras llamadas se utilizan para señalar la alarma, un ejemplo bien conocido es el "chic-a-dee-dee" de las especies norteamericanas del género Poecile, la llamada que les da su nombre común local, "chickadee" en inglés. La llamada también sirve como una llamada de reunión para convocar a otros a la turba y acosar al depredador. El número de "dee" al final de la llamada aumenta con el nivel de riesgo que representa el depredador.

### Dieta y alimentación

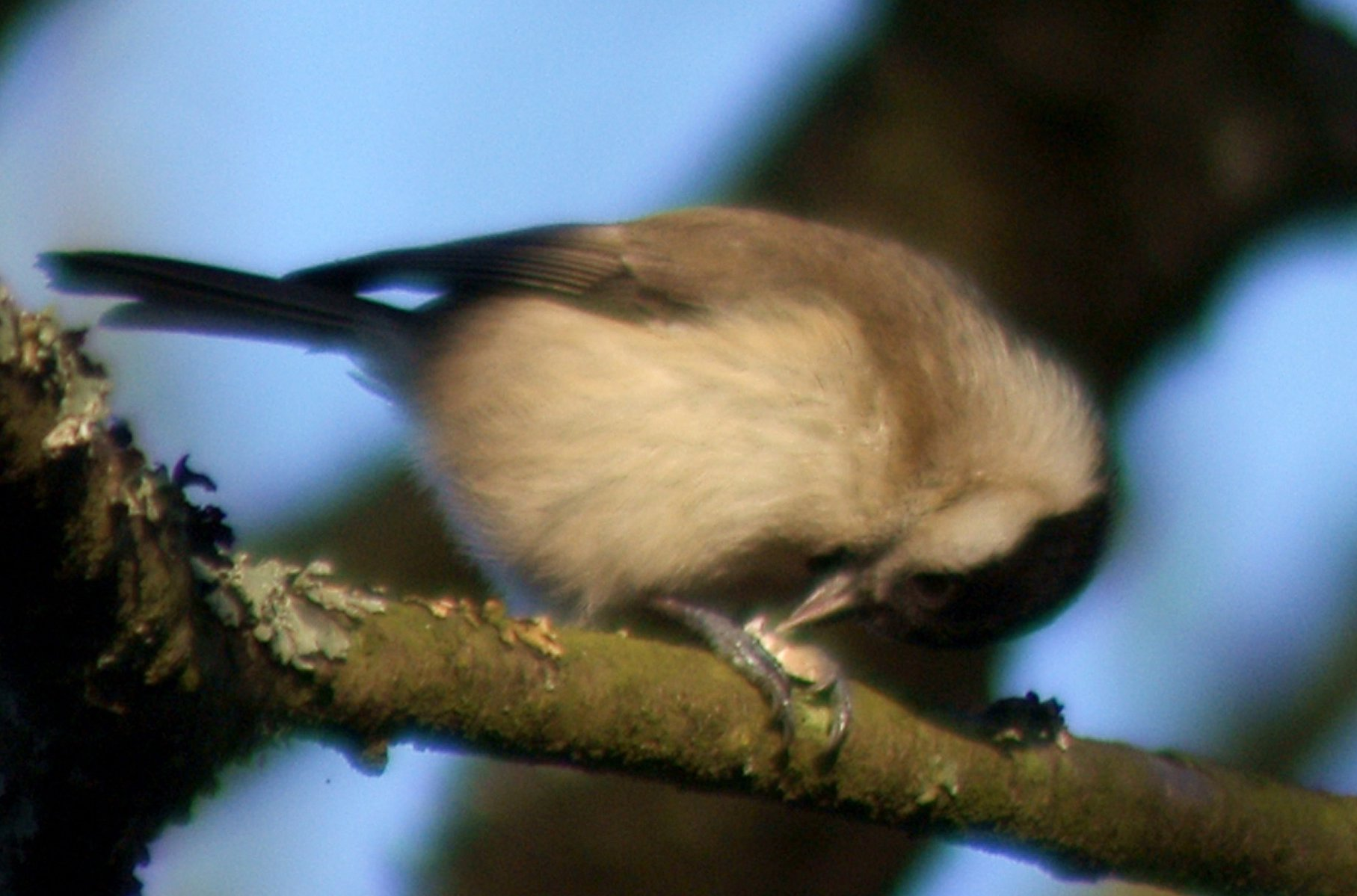
El martilleo es una forma común en que la familia se ocupa de los alimentos..

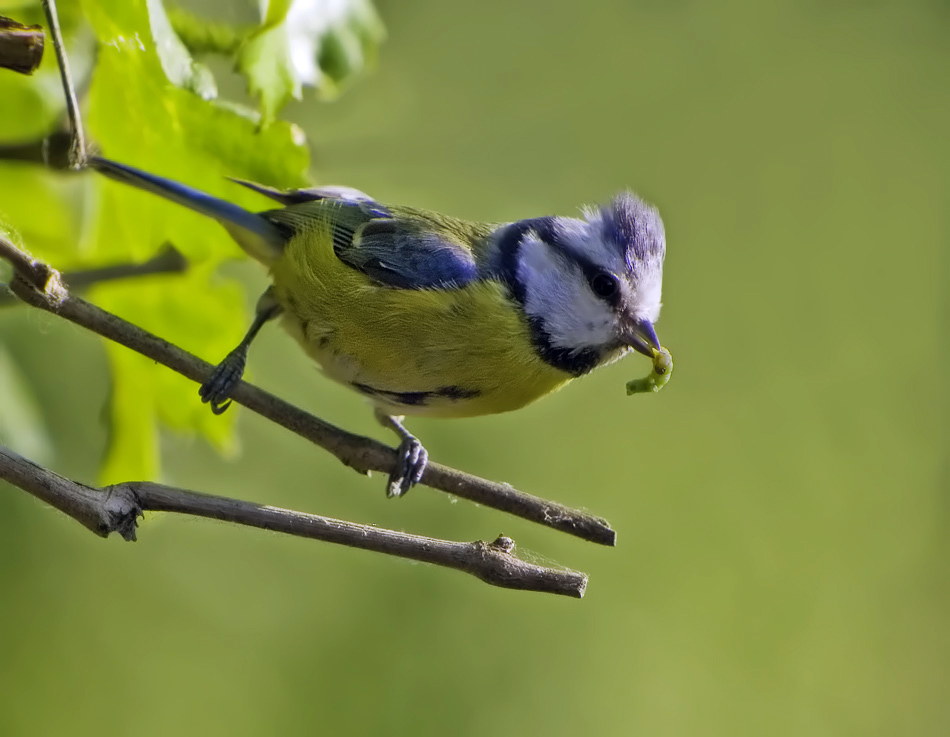
Herrerillo común con una presa.

Los herrerillos son insectívoros generalistas que consumen una amplia gama de pequeños insectos y otros invertebrados, particularmente pequeñas orugas defoliantes. También consumen semillas y frutos secos, sobre todo en invierno. Un método característico de búsqueda de alimento en la familia es colgar, donde inspeccionan una rama o ramita y hojas desde todos los ángulos mientras cuelgan boca abajo para alimentarse. En las zonas donde conviven numerosas especies de herrerillos, distintas especies se alimentan en distintas partes del árbol, cuyo nicho está determinado en gran medida por su morfología; las especies más grandes se alimentan en el suelo, las de tamaño mediano se alimentan en las ramas más grandes y las especies más pequeñas en los extremos de las ramas. Una vez que han obtenido presas o semillas más grandes, las tetas se lanzan a martillar, donde sostienen el artículo entre las patas y lo martillan con el pico hasta que se abre. De esta forma, pueden incluso abrir las avellanas en unos 20 minutos. Varios géneros se dedican al almacenamiento de alimentos, acumulando suministros de alimentos durante el invierno.

### Crianza
Los herrerillos son aves que anidan en cavidades, por lo general usan árboles, aunque Pseudopodoces  construye un nido en el suelo. La mayoría de los herrerillos que anidan en los árboles excavan sus nidos, y los tamaños de las nidadas son generalmente grandes para las aves altriciales, desde dos huevos en el herrerillo rojizo del Himalaya hasta de 10 a 14 en el herrerillo común de Europa. En condiciones favorables, esta especie había puesto hasta 19 huevos, que es la nidada más grande de cualquier ave altricial. La mayoría de los herrerillos son de múltiples ramas, una estrategia necesaria para hacer frente a los duros inviernos en los que residen en el holártico o las condiciones extremadamente erráticas de África tropical. donde típicamente una sola pareja no puede encontrar suficiente alimento para criar ni siquiera un pichón y en años de sequía es probable que la reproducción sea inútil.
Muchas especies de herrerillos africanos, junto con los pseudopodoces, son reproductoras cooperativas, e incluso las paridas que se reproducen por parejas son a menudo muy sociables y mantienen bandadas estables durante la temporada no reproductiva.
Los herrerillos también tienen una variedad de métodos para atraer parejas, principalmente a través de su intrincada danza de apareamiento. Sólo el herrerillo común es típicamente poligínico; todas las demás especies son generalmente monógamas. La alimentación durante el cortejo es típica de los herrerillos de cría en pareja para hacer frente al costo de criar sus grandes crías.

## Sistemática

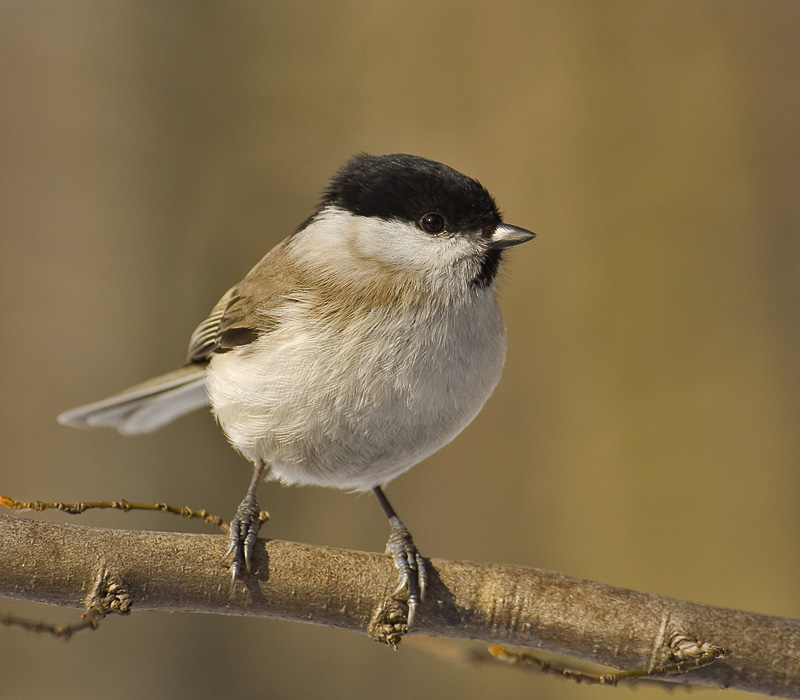
Alguna vez el herrerillo de los pantanos estuvo incluido en el género Parus, pero ahora se ha trasladado al género Poecile.

Recientemente, el gran grupo Parus se ha dividido gradualmente en varios géneros (como se indica a continuación), inicialmente por las autoridades ornitológicas de América del Norte y más tarde en otros lugares. Mientras que a mediados de la década de 1990, solo Pseudopodoces, Baeolophus, Melanochlora y Sylviparus se consideraban bien respaldados por los datos disponibles a diferencia de Parus . Hoy en día, esta disposición se considera parafilética, como lo indica el análisis de la secuencia del citocromo b del ADNmt, y Parus se restringe mejor al clado Parus major - Parus fasciiventer , e incluso los parientes más cercanos de esta última especie podrían considerarse un género distinto.
En la taxonomía de Sibley-Ahlquist, la familia Paridae está mucho más ampliada para incluir grupos relacionados como los herrerillos pendulinos y los herrerillos de cola larga, pero mientras que los primeros están bastante cerca de los herrerillos y posiblemente podrían incluirse en esa familia junto con los estenostíridos "currucas" , los herrerillos de cola larga no lo son. De hecho, el herrerillo de ceja amarilla y el herrerillo sultán posiblemente estén más distantes de los herrerillos que las colgantes. [20] Si las dos familias actuales se agrupan en Paridae, los herrerillos serían una subfamilia Parinae.
Alternativamente, todos los herrerillos —salvo los dos géneros monotípicos discutidos en la sección anterior y posiblemente Cyanistes, pero incluyendo el herrerillo común de Hume— podrían agruparse en Parus. En cualquier caso, se pueden reconocer cuatro clados principales de carboneros "típicos": los carboneros de cabeza oscura y sus parientes (Poecile, incluido Sittiparus), las especies de Baeolophus de cresta larga y Lophophanes, el Periparus de mejillas blancas generalmente mechones (incluido Pardaliparus ) con coloración más tenue y finalmente Parus sensu stricto (incluyendo Melaniparus y Machlolophus). Sin embargo, la interrelación de estos, así como las relaciones de muchas especies dentro de los clados, no están del todo bien resueltas; El análisis de la morfología y la biogeografía probablemente ofrece una imagen más sólida que los datos moleculares disponibles.
Los herrerillos se han asentado en América del Norte dos veces, probablemente en algún momento durante el Plioceno temprano y medio. Los primeros fueron los antepasados de Baeolophus, y los carboneros llegaron algo más tarde.